# Список глав государств в 172 году
Список глав государств в 171 году — 172 год — Список глав государств в 173 году — Список глав государств по годам

## Африка
- Мероитское царство (Куш) — Аманихалика, царь (170 — 175)

## Азия
- Армения Великая — Сохэмос, царь (144 — 161, 164 — 186)
- Западные Кшатрапы —  Дамаядасри I, махакшатрап (170 — 175)
- Иберия — Фарсман III, царь (135 — 185)
- Китай (Династия Восточная Хань) — Лин-ди (Лю Хун), император (168 — 189)
- Корея (Период Трех государств):
  - Когурё — Синтхэ, тхэван (165 — 179)
  - Пэкче — Чхого, король (166 — 214)
  - Силла — Адалла, исагым (154 — 184)
- Кушанское царство — Хувишка I, великий император (155 — 187)
- Осроена — Абгар VIII, царь (167 — 177)
- Паган — Пьюсоти, король[англ.] (167 — 242)
- Парфия — Вологез III, шах (147 — 191)
- Сатавахана — Шива Сканда Сатакарни, махараджа (171 — 178)
- Хунну:
  - Цзюйцзюйр, шаньюй (147 — 172)
  - Тутэжошичжуцзю, шаньюй (172 — 178)
- Япония — Сэйму, тэнно (император) (131 — 191)

## Европа
- Боспорское царство — Евпатор, царь (154 — 174)
- Ирландия — Арт Оэнфер, верховный король (165 — 195)
- Римская империя:
  - Марк Аврелий, римский император (161 — 180)
  - Сервий Кальпурний Сципион Орфит, консул (172)
  - Секст Квинтилий Максим, консул (172)

## Галерея

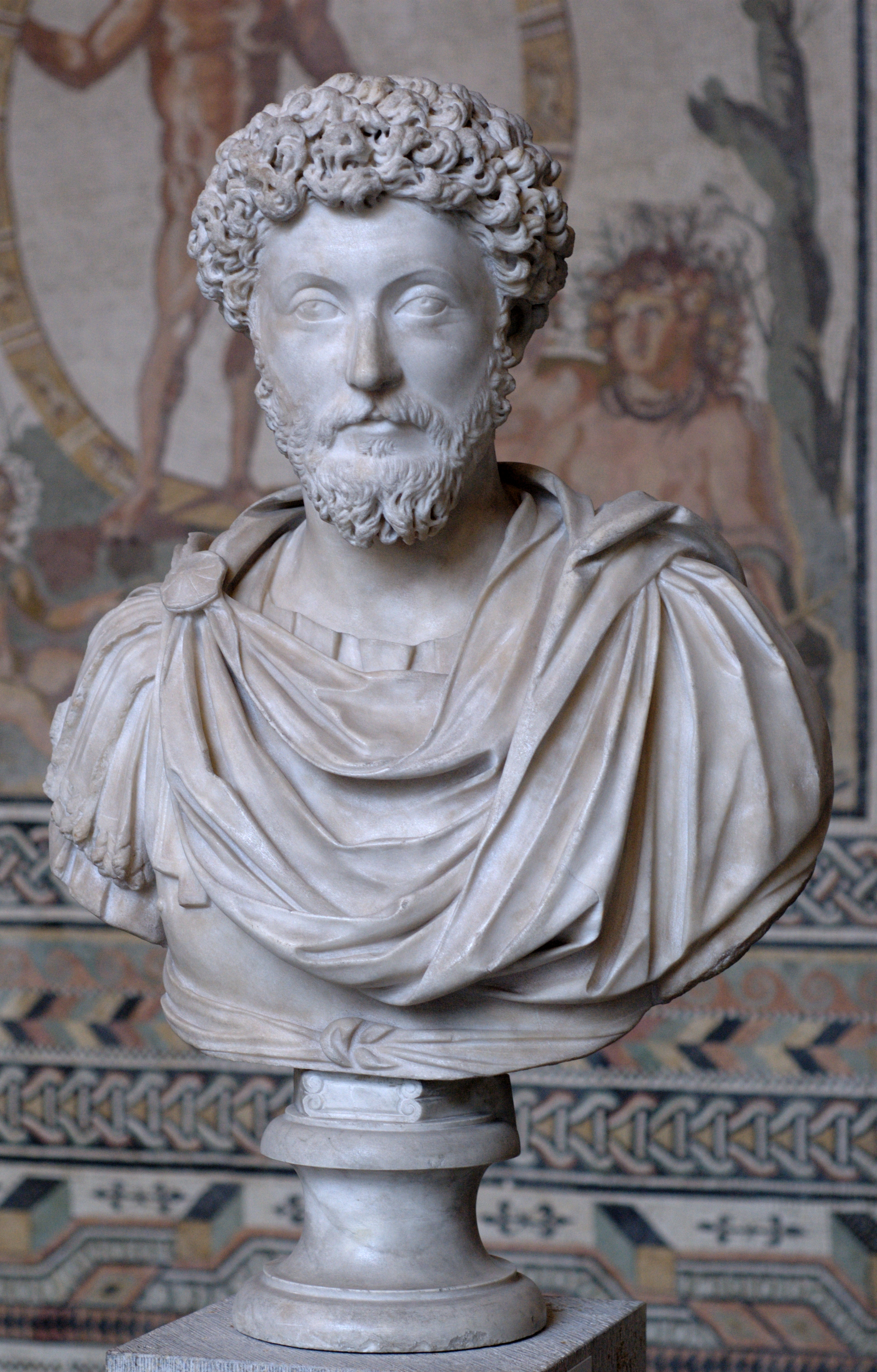
Марк Аврелий 161—180 Император Римской империи
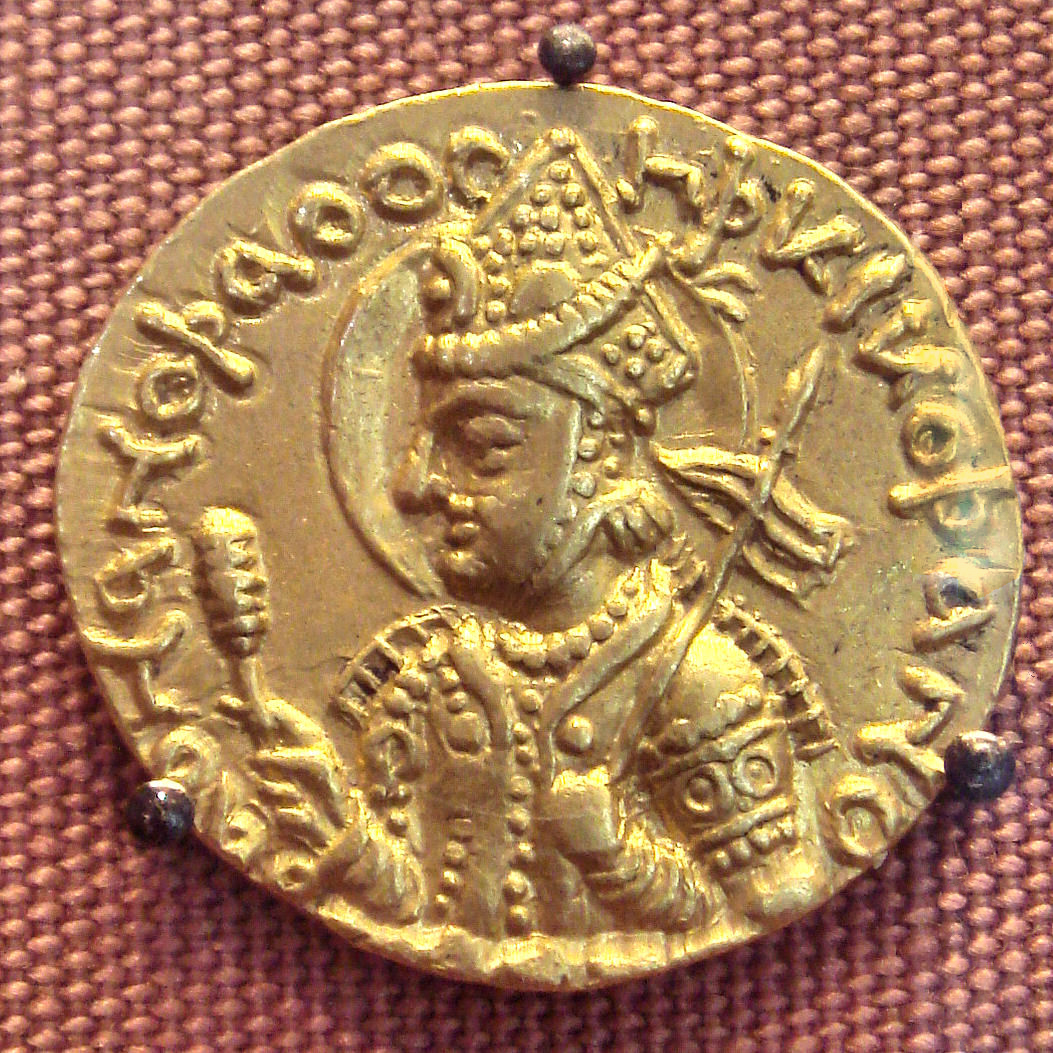
Хувишка I 155—187 Царь (Великий император) Кушанского царства
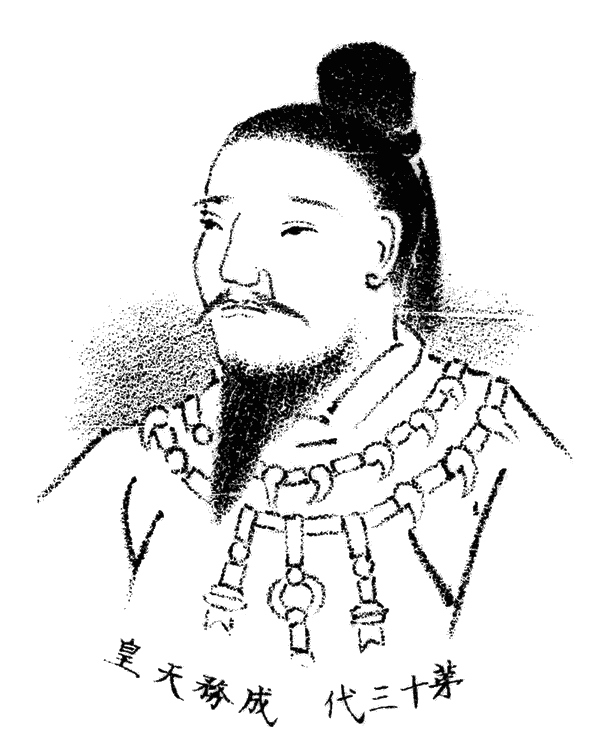
Сэйму 131—191 Император Японии